# Troglohyphantes brignolii
Troglohyphantes brignolii là một loài nhện trong họ Linyphiidae.
Loài này thuộc chi Troglohyphantes. Troglohyphantes brignolii được Christa L. Deeleman-Reinhold miêu tả năm 1978.